# 蒙蒂尼亚克 (吉伦特省)
蒙蒂尼亚克（法語：Montignac，法語發音：[mɔ̃tiɲak]）是法国吉伦特省的一个市镇，属于朗贡区。

## 地理
蒙蒂尼亚克（44°42'43"N, 0°13'29"W）面积6.48 平方千米，位于法国新阿基坦大区吉倫特省，该省份为法国西南部沿海省份，是法國本土面积最大的省，北起滨海夏朗德省，西临大西洋，南至朗德省，东南接洛特-加龍省，东临多爾多涅省。
与蒙蒂尼亚克接壤的市镇（或旧市镇、城区）包括：贝勒巴、拉多、拜尼欧、马特尔、塔尔贡。

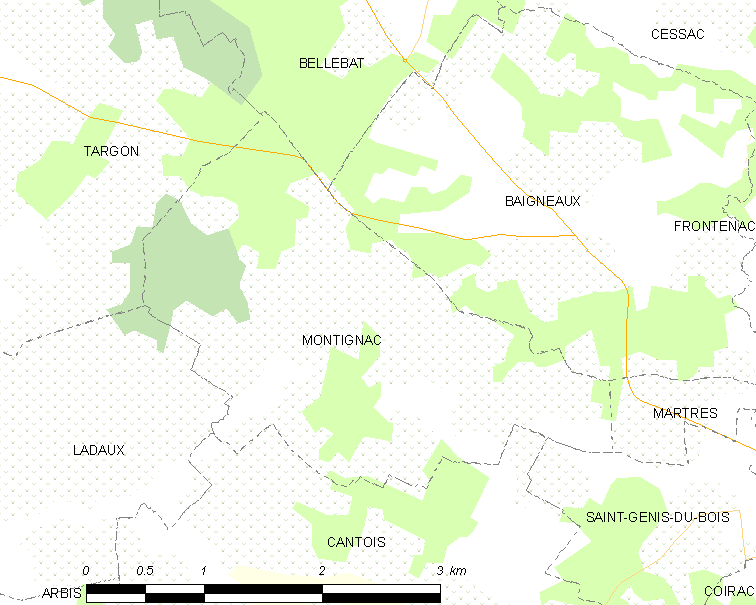
的OSM定位图

蒙蒂尼亚克的时区为UTC+01:00、UTC+02:00（夏令时）。

## 行政
蒙蒂尼亚克的邮政编码为33760，INSEE市镇编码为33292。

## 政治
蒙蒂尼亚克所属的省级选区为海间县。

## 人口

1962-2008年间人口变化图示

蒙蒂尼亚克于2022年1月1日时的人口数量为134人。